# Prager Platz
Prager Platz (v překladu: Pražské náměstí) se nachází v Berlíně na rozhraní čtvrtí Berlín–Wilmersdorf a Schöneberg. Vchází do něj ulice Prager-, Trautenau-, Prinzregenten-, Aschaffenburger a Motzstraße. Bylo pojmenováno v roce 1870 dle pražského míru, díky kterému byla v roce 1866 ukončena Prusko-rakouská válka a jednalo se o předkrok ke sjednocení Německa.
Od počátku 20. století je kulturním centrem západního Berlína. V okolí žili umělci a intelektuálové jako Albert Einstein, Paul Schwebes, Egon Erwin Kisch či Erich Kästner, který dokonce vystihl náměstí a jeho okolí ve své knize Emil a detektivové. Bydleli zde také ruští emigranti jako například Vladimir Vladimirovič Nabokov, Ilja Grigorjevič Erenburg, Boris Leonidovič Pasternak a Maxim Gorkij.